# Scambus confusus
Scambus confusus là một loài tò vò trong họ Ichneumonidae.